# 長沼町 (横浜市)
長沼町（ながぬまちょう）は、横浜市栄区の町名。丁番を持たない単独町名である。住居表示未実施。

## 地理
栄区の北西部、柏尾川左岸に位置する。東西に環状3号、南北に県道大船停車場矢部線とJR東海道線・横須賀線が通り、JRと柏尾川に挟まれた一角には水再生センター、北端の戸塚区境近くには豊田小学校がある。町内に鉄道駅はなく、戸塚駅と大船駅・本郷台駅とを結ぶ江ノ電バスの路線バスが利用できる。

### 地価
住宅地の地価は、2025年（令和7年）1月1日の公示地価によれば、長沼町字改正ノ四505番21外の地点で15万円/m²となっている。

### 字
改正ノ一、改正ノ二、改正ノ三、改正ノ四、改正ノ五、改正ノ六、改正ノ七

## 歴史

### 沿革
かつては鎌倉郡長沼村であったが、1889年（明治22年）に飯島・下倉田・上倉田の各村と合併、豊田村となる。1915年（大正4年）に長尾村のうち旧小雀村を除く部分が豊田村と合併。1939年（昭和14年）4月1日に横浜市戸塚区に編入され、戸塚区長沼町が新設された。1986年（昭和61年）11月3日に、分区により栄区長沼町となったがこの際に戸塚区下倉田町との境界を変更している。

## 世帯数と人口
2025年（令和7年）6月30日現在（横浜市発表）の世帯数と人口は以下の通りである。
| 町丁   | 世帯数    | 人口    |
| ------ | --------- | ------- |
| 長沼町 | 2,321世帯 | 4,760人 |

### 人口の変遷
国勢調査による人口の推移。
| 年                 | 人口  |
| ------------------ | ----- |
| 1995年（平成7年）  | 5,025 |
| 2000年（平成12年） | 4,793 |
| 2005年（平成17年） | 4,932 |
| 2010年（平成22年） | 4,994 |
| 2015年（平成27年） | 5,007 |
| 2020年（令和2年）  | 5,012 |

### 世帯数の変遷
国勢調査による世帯数の推移。
| 年                 | 世帯数 |
| ------------------ | ------ |
| 1995年（平成7年）  | 1,748  |
| 2000年（平成12年） | 1,741  |
| 2005年（平成17年） | 1,879  |
| 2010年（平成22年） | 1,957  |
| 2015年（平成27年） | 2,027  |
| 2020年（令和2年）  | 2,081  |

## 学区
市立小・中学校に通う場合、学区は以下の通りとなる（2024年11月時点）。
| 番地 | 小学校                 | 中学校             |
| --- | ---------------------- | ------------------ |
| 262番地の1〜3、262番地の8〜263番地 284番地の2、288番地の5〜298番地 | 横浜市立飯島小学校     | 横浜市立飯島中学校 |
| 302〜311番地、380〜640番地 641番地(県道大船停車場吉田線以南) 648〜652番地、654〜667番地 766〜773番地、803〜824番地 | 横浜市立豊田小学校     | 横浜市立飯島中学校 |
| 1〜261番地、262番地の4〜7 264番地〜284番地の1、284番地の3〜288番地の4 299〜301番地、312〜379番地 641番地（県道大船停車場吉田線以北） 642〜647番地、653番地 668〜765番地、774〜802番地 825〜829番地、830番地の2〜終り 832番地以降 | 横浜市立豊田小学校     | 横浜市立豊田中学校 |
| 830番地の1、831番地 | 横浜市立小菅ヶ谷小学校 | 横浜市立豊田中学校 |

## 事業所
2021年（令和3年）現在の経済センサス調査による事業所数と従業員数は以下の通りである。
| 町丁   | 事業所数 | 従業員数 |
| ------ | -------- | -------- |
| 長沼町 | 86事業所 | 680人    |

### 事業者数の変遷
経済センサスによる事業所数の推移。
| 年                 | 事業者数 |
| ------------------ | -------- |
| 2016年（平成28年） | 80       |
| 2021年（令和3年）  | 86       |

### 従業員数の変遷
経済センサスによる従業員数の推移。
| 年                 | 従業員数 |
| ------------------ | -------- |
| 2016年（平成28年） | 571      |
| 2021年（令和3年）  | 680      |

## 施設
- 横浜市立豊田小学校

## その他

### 日本郵便
- 郵便番号 : 244-0841[3]（集配局：戸塚郵便局[18]）

### 警察
町内の警察の管轄区域は以下の通りである。
| 番・番地等 | 警察署   | 交番・駐在所 |
| ---------- | -------- | ------------ |
| 全域       | 栄警察署 | 豊田交番     |